# Kappel (Svizzera)
Kappel (toponimo tedesco) è un comune svizzero di 3 087 abitanti del Canton Soletta, nel distretto di Olten.